# مقياس الكثافة النوعية حسب معهد النفط الأمريكي

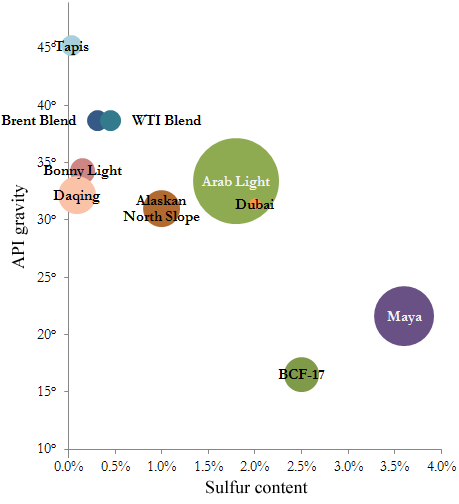

مقياس الكثافة النوعية حسب معهد النفط الأمريكي (API gravity) هو مقياس للكثافة النوعية (أحياناً يدعى الوزن النوعي) حسب معهد النفط الأمريكي (API).
وفقاً لهذا المقياس يصنف النفط إلى درجات تتفاوت بينها وفق الكثافة النوعية بالنسبة إلى الماء إلى نفط ثقيل ومتوسط وخفيف.

## التصنيف
يعدّ النفط الخام خفيفاً إذا كانت كثافته قليلة؛ بالمقابل يصنّف ثقيلاً إذا كانت كثافته كبيرة. تقاس الكثافة وفق مقياس الكثافة النوعية حسب معهد النفط الأمريكي، ولها صيغة رياضية خاصّة لحساب الكثافة النوعية؛ ووفقها يصنّف النفط إلى خفيف إذا كانت قيمتها أكبر من 31.10؛ وإلى متوسّط عند قيم بين 22.30 إلى 31.10؛ وإلى ثقيل عندما تكون درجة كثافته وفق API أقل من 22.30.

## الصيغة الرياضية
توجد الصيغة الرياضية لحساب الكثافة النوعية وفق API على الشكل التالي:
{\displaystyle {\text{API gravity}}={\frac {141.5}{\text{SG}}}-131.5}
حيث SG: الكثافة النوعية
بالتالي فإنه لنفط ثقيل تكون كثافته النوعية مقدار 1.0 تحسب كثافته النوعية وفق مقياس API على الشكل:
{\displaystyle {\frac {141.5}{1.0}}-131.5=10.0^{\circ }{\text{API}}}
APL = 141.5 - 131.5 / SP.gr